# Andréya Ouamba
Andréya Ouamba est un danseur et chorégraphe né à Pointe-Noire en 1975, au Congo-Brazzaville, installé à Dakar depuis 2000. En 2006, il a reçu pour sa création Impro-Visé 2, le 1er prix du concours Danse l'Afrique Danse organisé par l'Association française d'action artistique (AFAA).

## Parcours
Né à Pointe Noire, au Congo Brazzaville (BZ), Andréya Ouamba commence sa carrière artistique en 1993 par sa rencontre avec Chrysogone Diangouaya. Il intègre le ballet et devient assistant du chorégraphe. En 1995, Andréya Ouamba crée sa première pièce chorégraphique L'haleine, qui remporte le 1er Prix du Concours Mabina-Danse à Brazzaville.  
En 1999, il est invité à l'École des Sables à Toubab Dialo dirigée par Germaine Acogny. Andréya travaille avec Carlos Orta, Flora Théfaine et Avi Kaïser. Installé à Dakar depuis 1999, il collabore avec Marianne Niox, Gérard Chenet, Michelle Rioux et Fatou Cissé. 2000, la Cie 1er Temps voit le jour, Andréya crée Pluriel. Cette pièce est présentée au premier Festival Kaay Fecc et sera programmée aux 4e Rencontres Chorégraphiques de l’Afrique et de l’Océan Indien en 2001 à Madagascar. Invité pour « l'Atelier du Monde 02 » à Montpellier Danse, il travaille avec Bernardo Montet et Susan Buirge, puis il anime à Toulouse, au centre James Carles, un atelier de composition. 
En 2002, Andréya rencontre Reggie Wilson venu de Brooklyn, avec lequel il signe un solo Tales from the Creek présenté au Kaay Fecc 2003. Andréya présente une nouvelle pièce, Pression qui connaîtra un réel succès et effectuera des tournées internationale : en Côte d’Ivoire, en Afrique du Sud, en Allemagne, au Danemark, en Belgique. Participant souvent aux ateliers de composition par Susan Buirge au CRCC à l’abbaye de Royaumont, Andréya reçoit une bourse pour une résidence de recherche « chorégraphes/compositeurs », avec le compositeur mexicain Alejandro Castanos et ils créent Atraversar. En avril 2006, son duo Impro-Visé_2 reçoit le 1er prix des VIe Rencontres chorégraphiques d’Afrique et de l’océan Indien et poursuit une tournée internationale. 
Dans une collaboration avec Reggie Wilson entre 2008 et 2009, Andréya réalise The Good Dance – Dakar/Brooklyn, une pièce de 70 min avec 8 danseurs. Puis il part sur une autre collaboration pour un duo Diplomacy II avec Matthias Sperling (chorégraphe anglais), une demande du festival Dance Umbrella de Londres. Actuellement, Andréya avec son association, organise des ateliers professionnels de danse « AEx-Corps » pour des danseurs de Dakar et d’ailleurs.